# Copano
Copano est une ville fantôme, qui était située sur la rive nord-ouest de la baie de Copano (en), au nord de Corpus Christi et au sud-est du comté de Refugio, au Texas du Sud, aux États-Unis. La ville était connue des espagnols et mexicains sous le nom d'El Cópano, baptisée en référence à la tribu amérindienne des Kopanes (Copanes), présente dans la région. Initialement, elle est utilisée comme port par des contrebandiers et des pirates, jusqu'en 1785, date à laquelle elle est officiellement ouverte à l'empire espagnol. Le port est abandonné dans les années 1880, après la colonisation de la région, à la suite de la révolution texane. De nos jours, le site se trouve à 8 km au nord de Bayside, au lieu-dit Copano Point. Les ruines du site de la ville peuvent encore être trouvées, mais sont actuellement en danger de chute dans la baie de Copano. Difficilement accessibles par la terre, elles peuvent être atteintes par bateau, à partir de Bayside.

## Histoire

### Usage du port
Après sa fondation, El Cópano est un port ordinaire, utilisé par les pirates et les contrebandiers. En 1785, le vice-roi de la Nouvelle-Espagne Bernardo de Gálvez y Madrid, l'ouvre officiellement pour entrer au Texas. À cette époque, on n'y trouve qu'un poste de douane et un réservoir d'eau douce, sur terre, mais le port est apprécié. Le général Juan Almonte le décrit comme le port le plus profond de la côte texane, lors d'une inspection en 1834. Pour Antonio López de Santa Anna, il est décrit décrit comme le « plus sûr »" de la côte, grâce à sa protection par la barrière de Copano. El Cópano est le premier port du Texas du Sud. Copano a également été utilisé par de nombreux émigrants irlandais, de 1828 à 1835, dont beaucoup ont débarqué au port pendant leur voyage de New York à la colonie irlandaise de San Patricio. Au moins 200 de ces colons sont morts du choléra à leur arrivée et ont été enterrés sur la plage de Copano.
Durant la révolution texane, le port est utilisé par les armées mexicaine et texane (en). Le général Martín Perfecto de Cos (en), du Mexique, sur sa route pour les missions de San Antonio et Goliad, entre à Copano  en septembre 1835. Le port est fortifié par les Texans, le mois suivant, et utilisé pour le transport de nourriture et de fournitures jusqu'à sa capture par le général mexicain José de Urrea, en mars 1836. Les Mexicains tiennent le port, jusqu'à la fin de la guerre et l'utilisent pour obtenir des renforts et envoyer les blessés et les prisonniers au Mexique. À la fin de la guerre, plusieurs navires, des soldats et du ravitaillement mexicains sont capturés par les Horse Marines menés par le major texan Isaac Burton et les Texas Rangers.

### Colonisation
En 1825, James Power (en) et son associé James Hewetson se voient accorder les terres situées entre les fleuves Lavaca et Rio Nueces, au titre du statut d'Empresario, afin de créer une colonie irlandaise et mexicaine. Cependant, en 1828, la colonie est restreinte à la région située entre le fleuve Guadalupe et la Lavaca. Bien que cette restriction ait été levée en 1829, les conflits fonciers avec les citoyens locaux et les hostilités entre Texans et Mexicains empêchent toute tentative de colonisation à Copano. 
Après avoir signé la Déclaration d'indépendance du Texas et obtenu l'indépendance du Mexique, James Power établit une colonie permanente à Copano, dès 1836. La maison de Joseph E. Plummer serait la première d'une douzaine de maisons construites avec du béton de coquille d'huître (shellcrete) obtenues sur la plage de Copano. Avant sa mort, en 1852, Power était en train d'achever la construction d'une maison à deux étages, sur le site. Une école est créée ainsi qu'un bureau de poste, qui est utilisé jusqu'en 1864. Trois quais ont été construits sur le front de mer pour permettre aux commerçants de contribuer à la prospérité de la colonie. Leurs principaux produits étaient le coton, les peaux et le suif.

### Déclin
Durant la guerre de Sécession, Copano continue à prospérer, contrairement à d'autres ports confédérés bloqués, en raison de sa situation géographique, qui lui permet d'expédier des marchandises sans que les forces de l'Union ne s'en rendent compte. Cette situation prend fin en 1864, lorsqu'une flotte de l'Union jette l'ancre au large de Copano, obligeant les colons à partir pendant plusieurs jours. Après plusieurs tentatives infructueuses de construction de lignes de chemins de fer vers Goliad et San Antonio, et des difficultés à maintenir un approvisionnement en eau douce, la plupart des colons s'installent à Refugio. L'abandon de la ville est terminé en 1888 après une série d'ouragans destructeurs.

## Vestiges
Les ruines de Copano sont accessibles depuis le rivage de Bayside, par bateau. Cependant, elles sont actuellement situées sur une propriété privée appartenant aux descendants d'empresarios. Un repère historique a été placé sur le site, en 1936, mais a été déplacé à 8 km au sud à Bayside Park, après être presque tombé dans la baie Copano, pendant une tempête en 1978. Une étude archéologique réalisée par l'école de terrain TAMU de Kingsville, en 2005, a trouvé une citerne ainsi que dix maisons en béton de coquilles au bord d'une falaise de la baie Copano,. L'étude a conclu que les ruines tomberaient bientôt dans la baie, notant que le rivage avait reculé de 30 m depuis 1935. On pense que la résidence Plummer a déjà coulé au fond de la baie. Copano est actuellement considéré comme l'un des sites historiques les plus menacés du Texas.